# Droga wojewódzka 689
Die Droga wojewódzka 689 (DW 689) ist eine 49 Kilometer lange Droga wojewódzka (Woiwodschaftsstraße) in der polnischen Woiwodschaft Podlachien, die Bielsk Podlaski und Białowieża und dem danach folgenden Grenzübergang nach Belarus verbindet. Die Strecke liegt im Powiat Bielski.

## Streckenverlauf
Woiwodschaft Podlachien, Powiat Bielski
-  Bielsk Podlaski (DK 19, DK 66, DW 659)
- Hołody

Woiwodschaft Podlachien, Powiat Hajnowski
- Zbucz
- Stare Berezowo
-  Hajnówka (Gajnowka) (DW 685)
- Białowieża (Bialowies/Bialowiez/Belowesch)
- Grenzübergang nach  Belarus